# Margareta Mehedințeanu-Ionescu
Margareta Mehedințeanu-Ionescu (n. 12 aprilie 1938, București, România) este o parașutistă de origine română.

## Biografie
A studiat la Școala de Parașutiști din Popești-Leordeni, pe care a absolvit-o la doar 15 ani, în 1953, cu brevet cu gradul I direct pe aeronavă. La câteva zile de la absolvire a participat la un concurs de parașutism tot pe Popești-Leordeni, unde s-a clasat în fața unor sportive cu mai multă experiență. În 1956 a început cursul de perfecționare în parașutism sportiv.
A făcut salturi pe timp de noapte și salturi în apă (cu vesta de salvare) deși nu știa să înoate. S-a parașutat de peste 120 de ori. A participat la mai multe concursuri naționale și internaționale.
A fost voluntară la cercul de aviație „Grivița Roșie” București, unde a predat parașutismul mai multor generații de tineri.
Are un fiu care este lector la Universitatea Ecologică din București și profesor de arte marțiale.

## Premii
- locul I la fete la Campionatul Republican[care?]
- locul II la fete la concursul „Cupa 8 Martie”[care?]
- 1957: s-a calificat la echipa națională de parașutism